# 왕괴불나무
왕괴불나무(Lonicera vidalii)는 한국 중부 이남의 산지에 나는 낙엽관목이다. 줄기의 골속은 흰색이다. 잎은 마주나며, 양 끝이 매우 뾰족하다. 길이 3-10cm, 폭 2-5cm, 뒷면에 강모와 돌기가 있으며, 가장자리는 밋밋하고, 잎자루의 길이는 5-15㎜, 선점이 있다. 꽃은 연한 노란색, 잎겨드랑이에 달리고, 꽃자루의 길이 12-15㎜이다. 포는 길이 2-3㎜, 작은 포는 난형이다. 꽃받침은 5갈래, 화관은 길이 10㎜이고 열매는 장과이다.

## 같이 보기
- 괴불나무

## 참고 문헌
- 이 문서에는 다음커뮤니케이션(현 카카오)에서 GFDL 또는 CC-SA 라이선스로 배포한 글로벌 세계대백과사전의 "왕괴불나무" 항목을 기초로 작성된 글이 포함되어 있습니다.